# Puisortoq
Puisortoq är en glaciär i Grönland (Kungariket Danmark).   Den ligger i kommunen Kujalleq, i den södra delen av Grönland, 600 km sydost om huvudstaden Nuuk. Puisortoq ligger 569 meter över havet.
Terrängen runt Puisortoq är huvudsakligen kuperad. Puisortoq ligger uppe på en höjd.  Trakten runt Puisortoq är nära nog obefolkad, med mindre än två invånare per kvadratkilometer. Det finns inga samhällen i närheten. Trakten runt Puisortoq är permanent täckt av is och snö.